# Google Imagens
O Google Imagens é um serviço de pesquisa de propriedade do Google que permite aos usuários pesquisar por conteúdo de imagem na World Wide Web. Foi introduzido em 12 de julho de 2001 devido a uma demanda por fotos do vestido verde Versace de Jennifer Lopez que a pesquisa regular do Google não conseguiu lidar. Em 2011, foi adicionada a funcionalidade de pesquisa reversa de imagens.
Ao procurar uma imagem, um thumbnail de cada imagem correspondente é exibida. Quando o usuário clica em uma miniatura, a imagem é exibida em tamanho maior e os usuários podem visitar a página em que a imagem é usada.

## História

### Começos e expansão (2001-2011)
Em 2000, os resultados da Pesquisa do Google estavam limitados a páginas simples de texto com links. Os desenvolvedores do Google trabalharam ainda mais no desenvolvimento e perceberam que era necessária uma ferramenta de pesquisa de imagens para responder "à consulta de pesquisa mais popular" que haviam visto até agora: Jennifer Lopez em seu exótico vestido verde Versace. Assim, a pesquisa de imagens do Google surgiu por inspiração desta necessidade. Em 2001, 250 milhões de imagens foram indexadas na Pesquisa de imagens. Esse número acabaria por crescer para 1 bilhão de imagens em 2005 e 10 bilhões em 2010.
No início de 2007, o Google implementou uma interface atualizada para a pesquisa de imagens, onde as informações sobre uma imagem, como resolução e URL, foram ocultadas até o usuário passar o mouse sobre o thumbnail. Isso foi interrompido após algumas semanas.
Em 27 de outubro de 2009, o Google Images adicionou um recurso à pesquisa de imagens que pode ser usado para encontrar imagens semelhantes.
Em 20 de julho de 2010, o Google fez outra atualização na interface do Google Images, que reimplementou a ocultação dos detalhes da imagem até o mouse.
Em maio de 2011, o Google introduziu um recurso de classificação por assunto para uma visão geral do esquema de categoria visual de uma consulta de pesquisa.
Um mês depois, em junho de 2011, Google Imagens adicionou um recurso de Pesquisa por imagem que permitia pesquisas reversas de imagens diretamente na barra de pesquisa de imagens, sem complementos de terceiros. Esse recurso permite que os usuários pesquisem uma imagem arrastando e soltando uma na barra de pesquisa, fazendo o upload de uma ou copiando e colando um URL que aponta para uma imagem na barra de pesquisa.
Desde 2014, o Google passou a apresentar resultados em imagens nos resultados das pesquisas principais. Em 2020, com os ajustes do algoritmo, esses resultados passaram a ser ainda mais presentes, com forte atuação também dos vídeos. Como as respostas levam em conta a intenção do usuário, YouTube e Pinterest ganharam mais relevância para alguns termos.

Assim como existe um processo de otimização de conteúdo em texto, já bastante difundido, há mais de 20 anos, o processo para imagens também é eficiente, uma vez que os sistemas inteligentes e de acessibilidade precisam "ler" os elementos contidos em cada arquivo. Logo, se eles não conseguem entender tais imagens, elas não serão apresentadas ao usuário.